# دایسوکه نیشیگوچی
دایسوکه نیشیگوچی (انگلیسی: Daisuke Nishiguchi؛ زادهٔ ۱ ژانویهٔ ۱۹۸۸) بازیکن فوتبال اهل ژاپن است.